# 人猿星球 (1968年电影)
《人猿星球》（英語：Planet of the Apes）是1968年上映的一部美國科幻電影，由富蘭克林·J·沙夫納執導，劇本由麥可·威爾森與羅德·瑟林編寫，劇情鬆散地改編自1963年同名小說，原著作者為皮埃爾·布勒。主演包括查爾登·海斯頓、羅迪·麥克道爾、金·亨特、莫里斯·埃文斯、詹姆斯·惠特摩、詹姆斯·戴利以及琳達·哈里森。片中描述一組太空人船員在遙遠未來緊急迫降於一顆陌生的星球。雖然該星球起初看似荒涼，但倖存船員偶然發現一個由猿類進化出具有人類般智慧與語言的社會。猿類取代人類成為優勢物種，而人類則淪為穿著獸皮、無法言語的原始人。
瑟林最初撰寫的《人猿星球》劇本大綱，在開拍前經歷了多次重寫。 製作方曾接觸J·李·湯普森與布雷克·愛德華茲擔任導演，但在亞瑟·P·雅各布斯（製片人）與海斯頓的推薦下，最終選定富蘭克林·J·沙夫納執導。 該劇本中的猿類社會設定比原著落後，因而製作成本較低。 拍攝於1967年5月21日至8月10日進行，地點包括加利福尼亞州、猶他州與亞利桑那州，沙漠場景則在鮑威爾湖與格倫峽谷國家遊憩區附近取景。最終製作成本為580萬美元。
《人猿星球》於1968年2月8日在紐約市國會劇院首映，並由二十世紀福斯於4月3日在美國上映。該片票房成功，北美累積票房達3330萬美元。 其由化妝師約翰·錢伯斯設計的特效化妝技術具開創性，並深受觀眾與影評人好評，在第41屆奧斯卡金像獎獲最佳服裝設計獎與最佳原創音樂獎提名，並為錢伯斯贏得一座榮譽奧斯卡獎。2001年，《人猿星球》被美國國會圖書館國家電影登記表選入保存名單，認定其「具有文化、歷史或美學的重要性」。
《人猿星球》的成功催生了跨媒體系列， 包括{原始電影系列的四部續集，以及電視劇、動畫劇集、漫畫及各種周邊商品。麥克道爾與該系列保持長期合作關係，原五部曲中有四部由他出演（第二部《失陷猩球》中由大衛·華森代替飾演康奈利厄斯一角），並參演電視劇。提姆·波頓於2001年推出翻拍版《決戰猩球》，之後於2011年開始推出重啟系列，首部為《猩球崛起》。

## 劇情大綱
太空人泰勒、蘭登與道奇在近光速航行後，從長時間的冬眠中甦醒。他們的太空船墜落於一個陌生星球的湖泊中。根據泰勒的推算，他們位於距離地球約300光年的獵戶座參宿五系統。當太空船逐漸下沉時，身為任務指揮官的泰勒讀取了船上計時器，顯示當前日期為西元3978年11月25日——距他們1972年啟程已過去2,006年。三人雖長眠多年，但由於冬眠艙的作用，實際只老化不到一年。然而，第四名成員史都華因冬眠艙損壞而迅速衰老死亡。
三人徒步穿越荒涼的荒地，途中發現詭異的稻草人狀物體與一處淡水湖，湖邊生長著茂密植被。當他們在湖中游泳時，衣物被一群原始且不會說話的人類偷走並撕毀。不久後，全副武裝的大猩猩襲擊了人類採集食物的玉米田。泰勒在混亂中喉部中彈，三人遭到俘虜，道奇被當場射殺，蘭登則被抓走。泰勒被帶到猿人城市，由動物心理學家吉拉與外科醫生蓋倫施救，但其喉傷使他暫時失聲。泰勒與一名女俘虜同囚，並為她取名為諾娃（Nova）。他觀察到猿人建立了高度發展的社會，並依嚴格的種姓制度分工：大猩猩負責軍事與勞動，紅毛猩猩掌管政府與宗教，黑猩猩則多為科學家與醫師。猿人社會為神權政治制度，視原始人類為如害獸般的存在，可供狩獵、殺害、奴役，或用於科學實驗。泰勒透過書寫與摺紙飛機等方式，向吉拉與其未婚夫科尼利厄斯證明自己與猿人同樣具有智慧。然而，紅毛猩猩長官柴厄斯博士下令將泰勒閹割，遭吉拉反對。泰勒設法逃脫，卻在博物館中發現道奇的剝製屍體，隨後被再度捕獲，並恢復了說話能力，令猿人震驚。
猿人召開聽證會以查明泰勒的來歷。泰勒提到兩名同伴，才得知蘭登已遭腦葉切除並陷入木僵狀態。柴厄斯認為泰勒不是來自未知人類部落，就是某個瘋狂科學家的實驗產物，並私下威脅若其不吐實情便將其閹割並腦葉切除。在吉拉侄子盧修斯的協助下，吉拉與科尼利厄斯將泰勒與諾娃救出，並帶往位於猿人城外的「禁忌地帶」。該區域是猿人法律明令禁止進入的地帶，泰勒的飛船也在此墜毀。科尼利厄斯打算取回他一年前發現的證據，以證明早期曾存在非猿類的文明，以洗清異端之名；而泰勒則希望藉此證明自己來自另一個星球。
當眾人抵達洞穴時，柴厄斯率領的士兵攔截科尼利厄斯。泰勒以槍威脅柴厄斯，迫使其同意進入洞穴「推翻」這些理論。洞內展示著先於猿人歷史的高度人類文明遺物，包括假牙、眼鏡、人工心臟瓣膜，以及一個會說話的人類娃娃，令猿人震驚。柴厄斯承認自己一直知曉古代人類文明的存在。泰勒想繼續尋找真相，但柴厄斯警告他，所得答案未必令人愉快，並透露如今荒蕪的禁忌地帶曾是一片繁榮樂土。泰勒與諾娃被允許離開後，柴厄斯下令封閉並摧毀洞穴，同時以異端罪名起訴吉拉、科尼利厄斯與盧修斯。
泰勒與諾娃沿著海岸騎馬前行，最終發現了殘破的自由女神像，揭示這個被認為是外星的星球其實正是核戰後的地球。泰勒這才明白柴厄斯先前的警告，當諾娃震驚地望著時，他跪地絕望痛罵人類親手毀滅了世界。

## 演員
- 查爾登·海斯頓 飾 喬治·泰勒（George Taylor）
- 羅迪·麥克道爾 飾 科尼利厄斯博士（Dr. Cornelius）
- 金·亨特 飾 吉拉博士（Dr. Zira）
- 莫里斯·埃文斯 飾 柴厄斯博士（Dr. Zaius）
- 詹姆斯·惠特摩 飾 議會主席（President of the Assembly）
- 詹姆斯·戴利（英语：James Daly (actor)） 飾 霍諾里烏斯博士（Dr. Honorius）
- 琳達·哈里森（英语：Linda Harrison） 飾 諾娃（Nova）
- 傑夫·柏頓（Jeff Burton）飾 道奇（Dodge）
- 羅伯特·岡納（Robert Gunner）飾 蘭登（Landon）
- 盧·華格納（英语：Lou Wagner） 飾 盧修斯（Lucius）
- 伍德羅·帕弗雷（英语：Woodrow Parfrey） 飾 馬克西穆斯博士（Dr. Maximus）
- 巴克·卡塔利安（英语：Buck Kartalian） 飾 尤利烏斯（Julius）
- 諾曼·伯頓（英语：Norman Burton） 飾 狩獵隊長（Hunt Leader）
- 賴特·金（英语：Wright King） 飾 蓋倫博士（Dr. Galen）
- 保羅·蘭伯特 飾 部長（Minister）
- 黛安·史丹利（Dianne Stanley） 飾 史都華（第四位太空人；未掛名）

## 製作

### 構想
製片人亞瑟·P·雅各布斯在皮埃尔·布勒的1963年小說出版前，便已購得其改編版權。雅各布斯將該作品提案給多家電影公司，並於1964年底宣布計畫由華納兄弟製作，邀請布雷克·愛德華茲擔任導演。 此後，雅各布斯憑藉在二十世紀福斯製作的《傻女十八嫁》（1964年）獲得成功，並開始籌備另一部電影《杜立德醫生》，最終說服福斯副總裁理查德·D·贊努克批准開拍《人猿星球》。
早期版本的劇本由《陰陽魔界》創作者羅德·瑟林編寫，但因多項原因未獲採用，其中主要顧慮為成本過高。瑟林筆下的猿人社會科技高度發達，需要昂貴的佈景、道具與特效。曾因好萊塢黑名單遭封殺的編劇麥可·威爾森受邀重寫劇本，並依導演富蘭克林·J·沙夫納建議，將猿人社會改為更原始社會，以降低製作成本。不過，瑟林標誌性的反轉結局被保留，成為影史著名橋段之一。自由女神像的最終造型與破損狀態在不同分鏡表中有所差異，有版本顯示雕像埋至鼻部、位於叢林中央，也有版本描繪雕像破成數塊。
為說服福斯高層《人猿星球》具有可行性，製作團隊於1966年3月8日依瑟林版本劇本拍攝測試短片，並採用早期的猿人化妝設計。查爾登·海斯頓飾演初期版本的泰勒（當時角色名為湯瑪斯），愛德華·G·羅賓遜飾演柴厄斯（Zaius），福斯合約新人詹姆斯·布洛林與琳達·哈里森則分別飾演科尼利厄斯（Cornelius）與吉拉（Zira）。哈里森為福斯總裁贊努克的女友，最終獲選出演諾娃（Nova）。雅各布斯曾考慮由烏蘇拉·安德絲主演，並為安潔莉克·派蒂瓊試鏡，甚至一度打算舉辦國際選角，最終仍由哈里森擔綱。 羅賓遜則因健康惡化退出演出。
威爾森的改寫保留了瑟林劇本的基本結構，但全面重寫對白，並將背景設定於較為原始的社會。據副製片人莫特·亞伯拉罕斯回憶，尚有一名未署名的編劇（其僅記得姓氏為Kelly）對劇本進行潤飾，重寫部分對白並加入更直接的諷刺語句（如「我從未遇過不喜歡的猿」），這些並非瑟林或威爾森原作所寫。亞伯拉罕斯指出，片中部分場景源於導演沙夫納的即興創意，例如法官模仿「三猿」的手勢，因試映觀眾反應熱烈而被保留至最終成片。 拍攝期間，負責本片特效化妝的約翰·錢伯斯 在二十世紀福斯片廠開設培訓課程，指導其他化妝師掌握相關技術。

### 拍攝

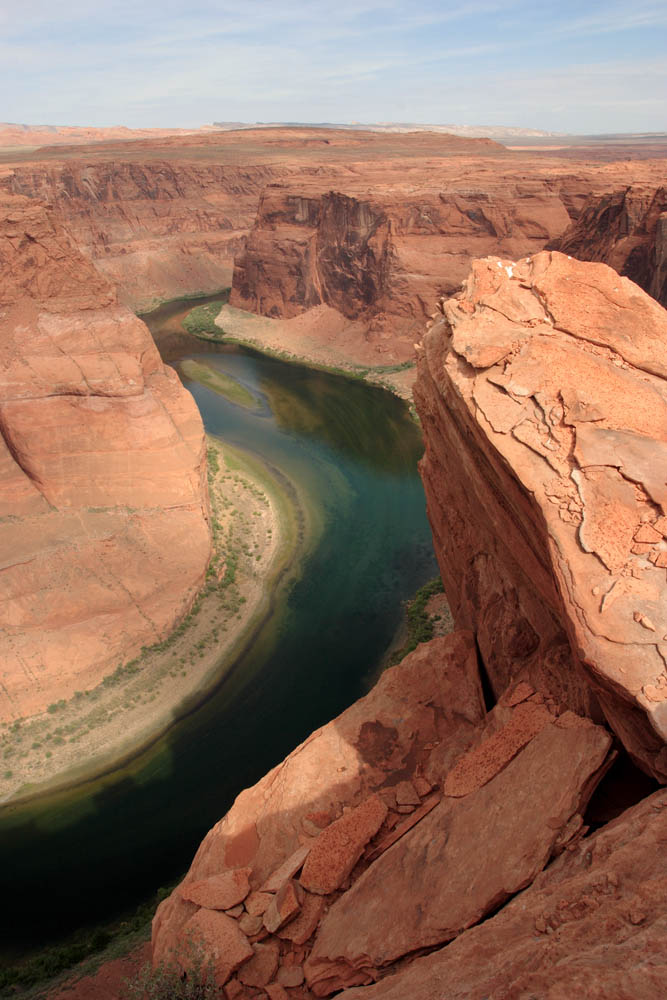
太空人自失事飛船出發的旅程是在格倫峽谷的科羅拉多河沿岸拍攝。

拍攝工作於1967年5月21日開始，並於同年8月10日結束。片頭許多類似沙漠地形的場景取景於亞利桑那州，包括大峽谷附近、科羅拉多河沿岸、鲍威尔湖:61、格倫峽谷:61以及亞利桑那州佩吉:59等地。猿族村莊的大部分場景（室內與室外）則拍攝於位於洛杉磯西北方、屬20世紀福斯外景場地的福斯牧場:68（今為馬里布溪州立公園）。片尾的海灘場景位於馬里布與奧克斯納德之間的一段加州海岸，該處懸崖高達130英尺（40），幾乎無法徒步抵達，因此演員、工作人員、攝影器材與馬匹皆須以直升機吊運至現場。:79
自由女神像殘骸的拍攝地點位於马里布祖瑪海灘與杜姆岬之間、西向海灘東端的一處僻靜小海灣。 根據紀錄片《人猿星球幕後》，半埋於沙中的自由女神像是透過將遮片畫與現有懸崖無縫結合所製成的特效。從高處俯視泰勒的鏡頭是在70-英尺（21-）高的鷹架上拍攝，並使用半比例的紙塑模型呈現雕像。據傳，片中演員因角色造型與服裝限制，即使在非拍攝時段，也會自然地依所飾演的物種分群而坐。 盧·華格納曾表示，口部周圍的化妝層特別厚重，以致於連喝水都十分困難。
拍攝期間，劇組一度設定諾娃懷孕，並在佩吉地區拍攝了相關情節。在《人猿星球》接近完成的劇本中，泰勒會遭猿族狙擊手射殺，而懷有其孩子的諾娃則逃入禁地並消失。雖然琳達·哈里森認為是查爾登·海斯頓否決了該設定，但編劇麥可·威爾森則指出，刪除原因是「一位福斯高層覺得這種情節令人反感」。他解釋：「為什麼？我想如果將沉默的諾娃定義為‘類人’而非真正的人類，那麼泰勒與她的關係就意味著犯了雞姦罪。」 另有觀點認為，讓諾娃懷孕會削弱電影結尾的衝擊力。最終，所有涉及哈里森與海斯頓、金·亨特的懷孕情節鏡頭皆被刪除。哈里森曾說：「可能哪裡還存有不少這些鏡頭。」

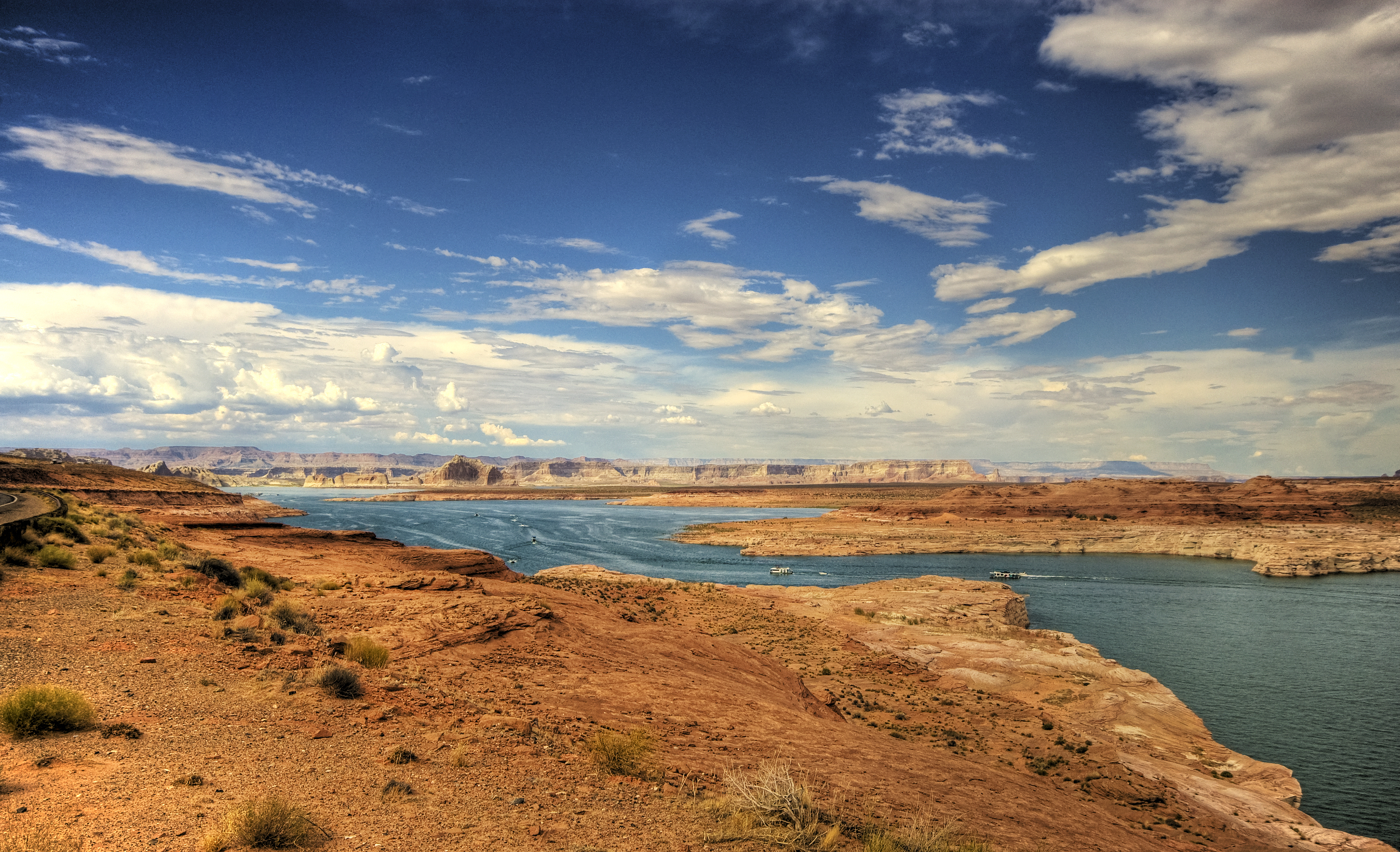
太空人飛船的墜毀場景部分在鮑威爾湖及其周邊拍攝。
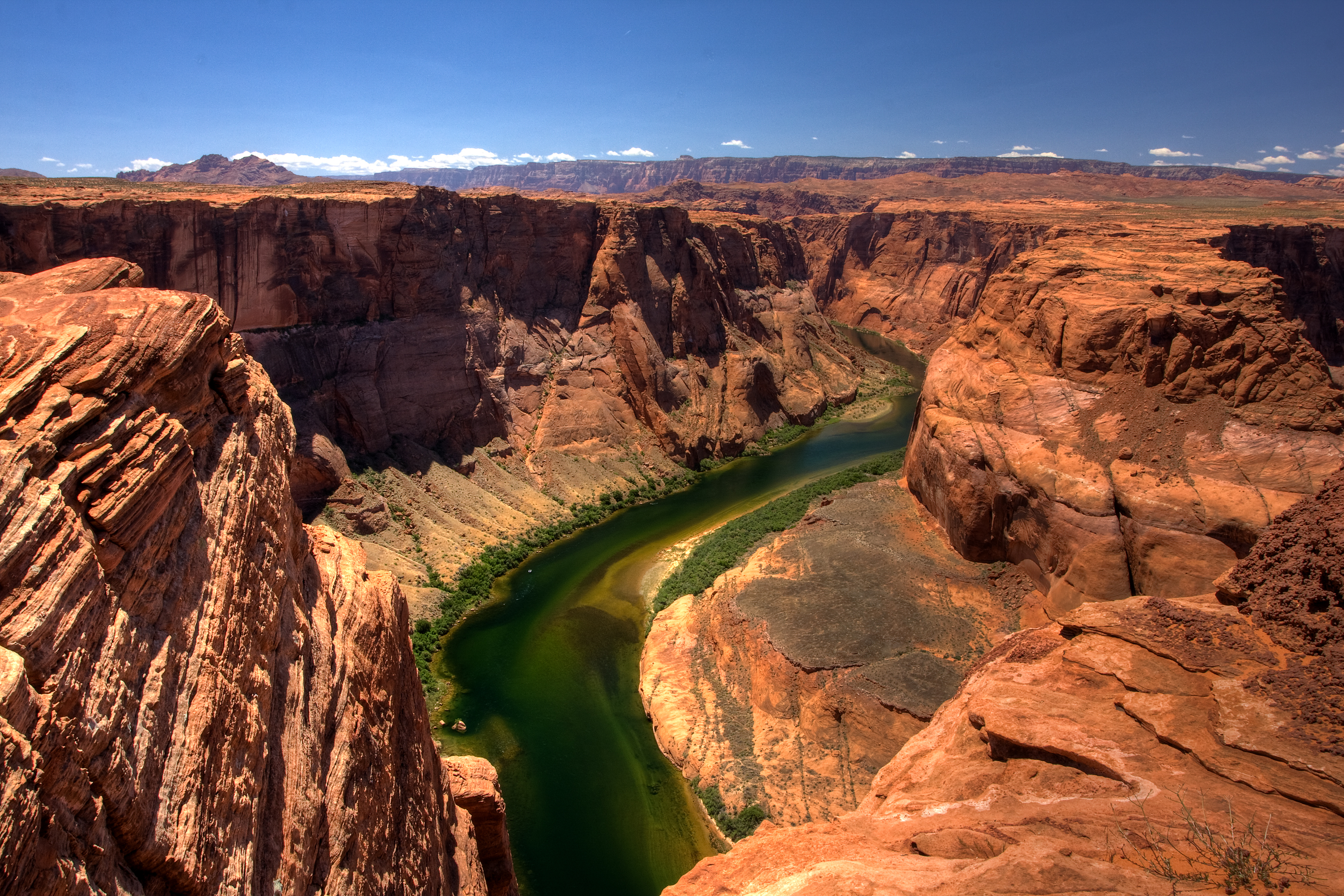
位於科羅拉多河的馬蹄灣，靠近佩奇 (亞利桑那州)（英语：Page, Arizona），曾是禁區的一部分，泰勒、齊拉與科尼留斯從猿人城逃走時經過此地。
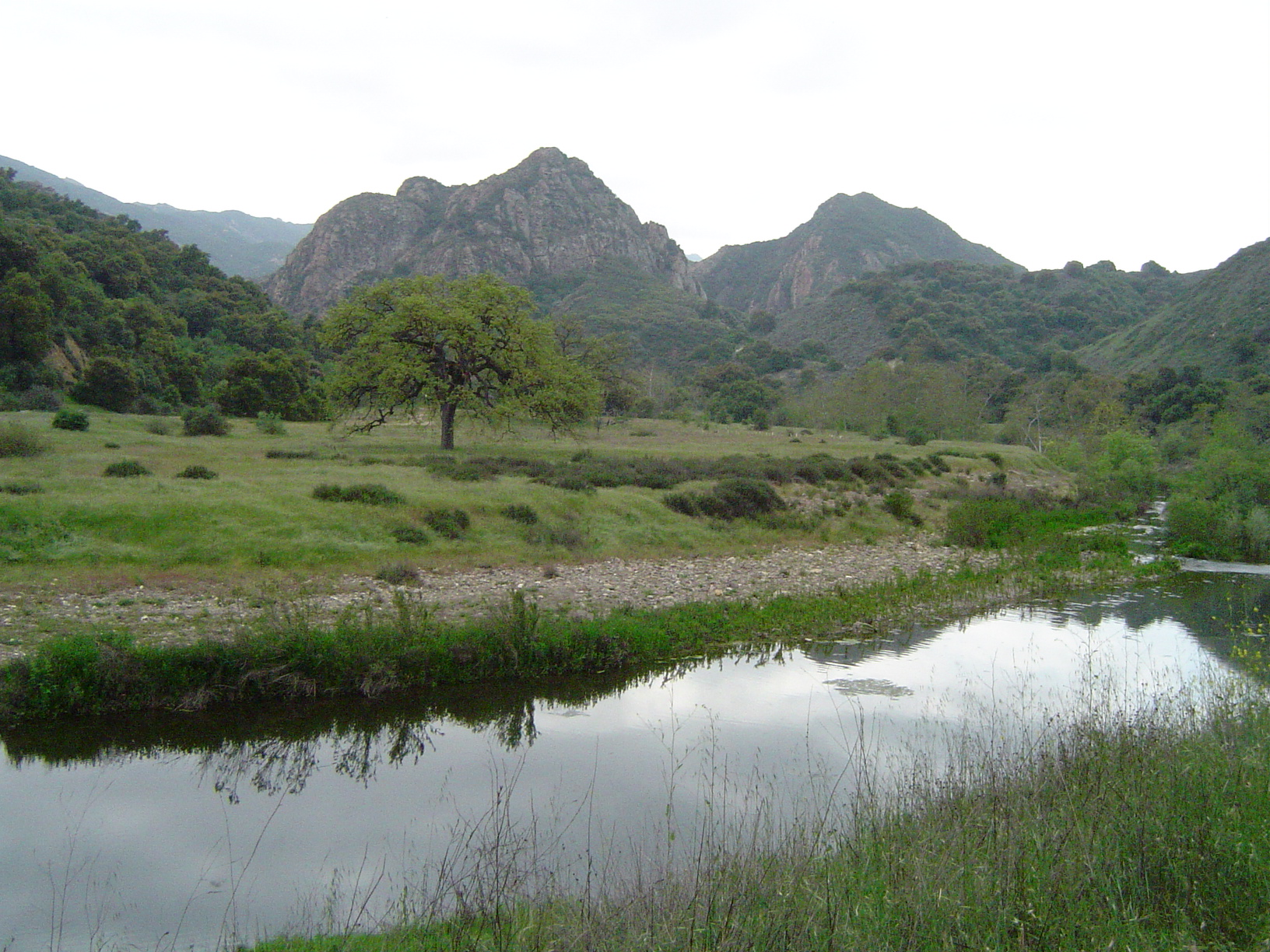
馬里布溪州立公園（英语：Malibu Creek State Park），其中部分曾是二十世紀福斯電影牧場，是太空人首次遇見原始人與高等猿族，以及科尼留斯、齊拉與泰勒逃離猿人城的拍攝地。
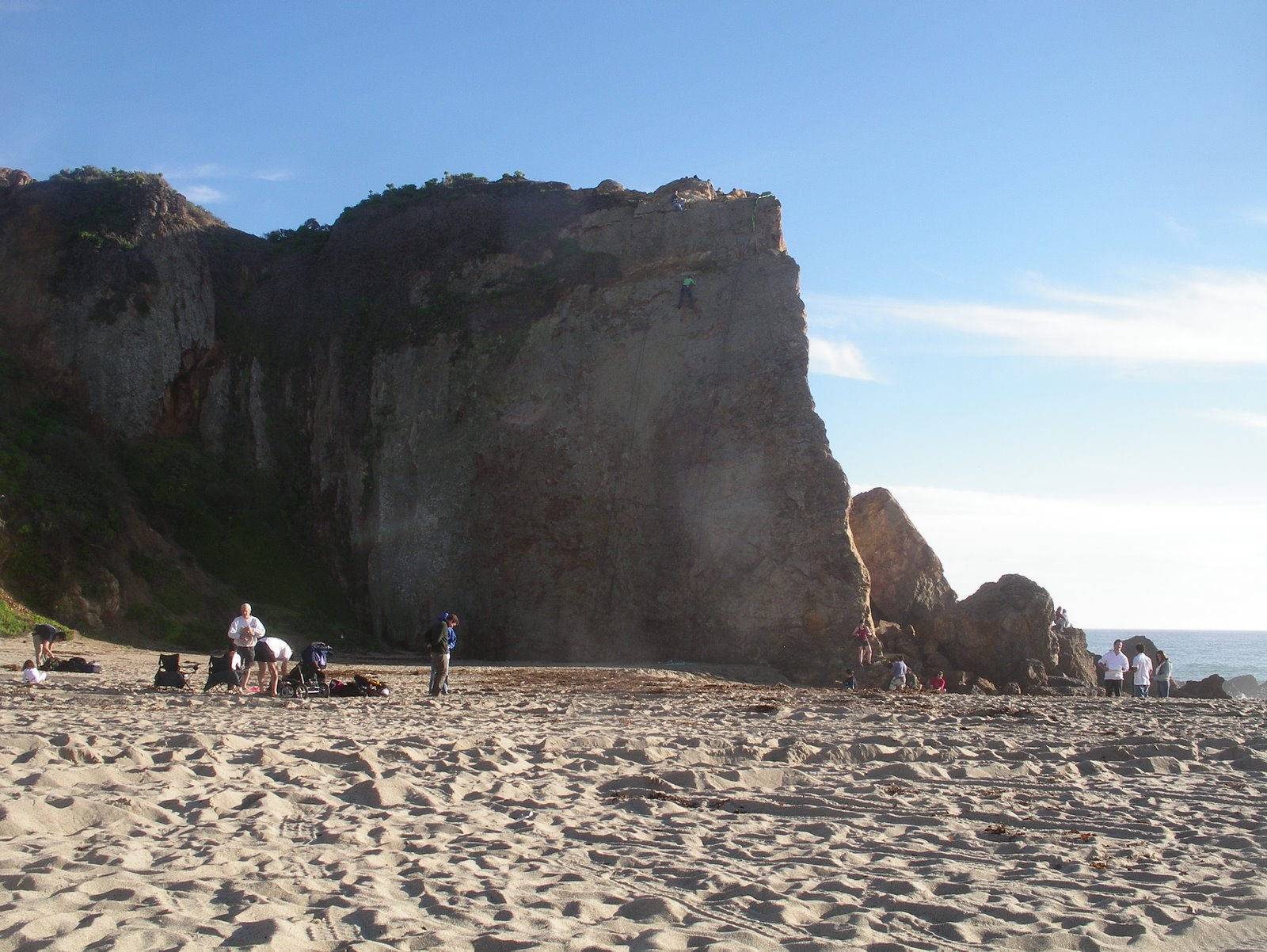
最後一幕在杜姆角（英语：Point Dume）西海灘（馬里布沿岸）拍攝。

### 票房
根據二十世紀福斯的記錄，本片需達到12,850,000美元的院線租金收入才能回本，最終實際收入達20,825,000美元，為公司帶來可觀的利潤。

## 評價

### 批判性評價
《人猿星球》獲得影評界的高度讚譽，被廣泛視為經典之作，並被列為1968年最佳電影之一。影評人稱讚其充沛的想像力與對顛倒世界的深刻隱喻。 寶琳·凱爾稱其為「好萊塢史上最具娛樂性的科幻奇幻片之一」。
罗杰·伊伯特在在《芝加哥太陽報》中給予三顆星（滿分四顆），並評價道：「比我預期的好得多。節奏明快、娛樂性十足，哲學性的設想並未影響觀影流暢度。」 雷娜塔·阿德勒在《紐約時報》撰文指出：「雖然整體表現不算突出，但在部分時刻仍頗具觀賞性。」 亞瑟·D·墨菲在《綜藝》稱其為「驚人的電影」，雖認為劇本「偶爾流於低俗喜劇」，但整體效果依然出色。 凱文·托馬斯在《洛杉磯時報》形容該片是「藝術與想像力的勝利，既是一則貼近時代的寓言，也是宏大的史詩冒險」。 理查德·L·科伊則在《華盛頓郵報》讚譽本片為「一部有趣且極具吸引力的電影」。
截至2025年8月，根据評論匯總网站爛番茄汇总的96篇评论文章，86%的评论家给予该作正面评价，平均打分为7.6分（满分10分）。该网站总结的评论家共识是“《人猿星球》提出了引人深思的文化議題，同時並未讓社會評論妨礙劇情與動作發展。”
在Metacritic上，14位影評人共給予了79分的分數（滿分100分），這部電影獲得了「普遍好評」。
2008年，《帝國雜誌》將本片選入「史上500大電影」名單。

### 獎項

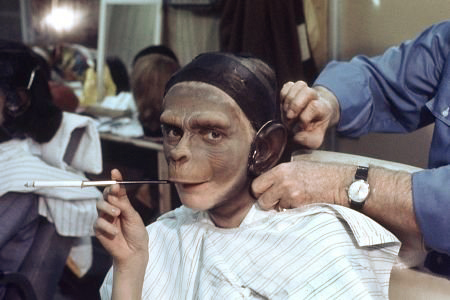
金·杭特（Kim Hunter）正在進行大規模猿人化妝的過程。

本片令約翰·張伯斯獲得榮譽奧斯卡金像獎，以表彰其傑出的化妝成就。此外，影片亦獲最佳服裝設計（莫頓·哈克）及最佳原創配樂（傑瑞·高史密斯）提名。
該片配樂以前衛音樂的作曲手法聞名，採用了不尋常的打擊樂器與延伸演奏技巧，以及包含全部12個半音的小提琴12音音樂，營造出詭譎且不安的氛圍，反映出這顆星球的陌生感與疏離感。
美国电影学会榜單
- AFI百年百大電影 – 提名[35]
- AFI百年百大驚悚電影 – #59[36]
- AFI百年百大英雄與反派：
  - 喬治·泰勒上校（英语：Colonel George Taylor） – 提名英雄[37]
- AFI百年百大电影台词：
  - 「放開你的臭爪子，你這該死的髒猩猩。（"Get your stinking paws off me, you damned dirty ape."）」– #66[38]
- AFI百年电影史电影配乐 – #18[39]
- AFI百年百部電影10週年版 – 提名[40]
- AFI十大類型十大佳片 – 提名科幻電影[41]

國家電影登錄
- 入選美國國會圖書館2001年度25部電影之一。[42]

## 遺產
編劇羅德·瑟林曾受邀為續集撰寫大綱，但最終其構想被放棄，改由副製片莫特·亞伯拉罕斯與編劇保羅·登的故事，作為《人猿星球2：人猿星球下》的基礎。
原始電影系列共有四部續集：  
- 《失陷猩球》（1970年）
- 《逃离猩球》（1971年）
- 《征服猩球》（1972年）
- 《決戰猩球》（1973年）

### 電視系列
- 《人猿星球 (電視劇)》（1974）
- 《重返猿人星球（英语：Return to the Planet of the Apes）》（動畫，1975）

### 重拍電影
- （2001）：原作電影的重新構想，由提姆·波頓執導。

### 紀錄片
- 《人猿星球幕後（英语：Behind the Planet of the Apes）》（1998）：介紹原始電影與電視系列的長篇製作紀錄片，由羅迪·麥克道爾主持。

### 漫畫
人猿星球漫畫的改編版本，最早由金鑰漫畫（1970）與漫威漫畫出版——後者包括黑白雜誌（1974–1977）與彩色漫畫（1975–1976）。
馬里布漫畫在1990年代初期取得授權，重印漫威版本並創作新故事，其中包括與異形國度的跨界作品《Ape Nation》。黑馬漫畫則出版了2001年提姆·波頓電影的改編漫畫。當代Boom!工作室擁有《人猿星球》漫畫授權，其作品背景設定在泰勒抵達之前，描繪猿人城與居民的生活。2014年7月，Boom! Studios與IDW出版合作，推出《人猿星球》與原版星艦奇航記系列的跨界作品。  
2018年，1968年原片未使用的羅德·瑟林劇本被改編為圖像小說《人猿星球：先鋒》。

### 流行文化
以電影系列為題材的惡搞漫畫《瘋狂星球榨乳記》刊登於《瘋狂雜誌》第157期（1973年3月），由莫特·德魯克繪圖，阿尼·科根撰文。動畫片《阿奇漫遊記》的特別篇《阿布拉大災難》中，提米·特納（Timmy Turner）與他的宿敵丹澤爾·克羅克（Denzel Crocker）來到一個猿族主宰、人類為奴的平行地球。《辛普森家庭》第第7季的第19集《一條名叫塞爾瑪的魚》中，出現一部名為《停止人猿星球，我要下船！》的音樂劇版本。
巴西最大電視台TV Globo於1976至1982年間播出短劇《人類星球》，劇中三隻來自高等進化猿族的猿嘗試理解人類文明的荒謬性。
2001年，愛爾蘭具爭議的喜劇/恐怖木偶影集《波奇與羅奇：床邊驚魂》（Double Z Productions）中，有一集名為《Monkey Do》，其中音樂錄影帶《Never Turn Your Back on a Monkey》包含對1968年原片與2001年提姆·波頓重拍版的多項致敬。影片惡搞了經典結尾畫面，將自由女神像換成都柏林著名的莫莉·馬隆雕像（Molly Malone），半埋於沙灘與海霧之中。
在夢工廠動畫電影《馬達加斯加》中，艾力獅搭建了一個他稱為「自由女士」的圖騰，原本想點亮以指引船隻救他離島。長頸男卻用兩根摩擦的木棒誤生火，慌亂中點燃了圖騰，使其燃燒崩塌，僅剩上半身，與自由女神像結尾景象相似。
《广告狂人》第六季集數《洪水》中，唐·德雷柏（Don Draper）帶兒子鮑比（Bobby）去看《人猿星球》，想轉移他對《馬丁·路德·金暗殺事件》新聞的注意力。片中顯示原片最後一幕及鮑比的反應，討論過後唐詢問鮑比是否想再看一次電影。

## 另見
- 1968年美國電影列表（英语：List of American films of 1968）
- 邪典電影列表（英语：List of cult films）
- 虛構靈長類列表（英语：List of fictional primates）
- 世界末日與後世界末日題材小說（英语：Apocalyptic and post-apocalyptic fiction），介紹電影類型並列出相關作品
- 生存電影（英语：Survival film）

## 外部連結
- 官方网站
- 美国电影学会目录上的《人猿星球》（英文）
- 互联网电影数据库（IMDb）上《人猿星球》的资料（英文）
- TCM电影资料库上《人猿星球》的资料（英文）
- 爛番茄上《人猿星球》的資料（英文）
- Box Office Mojo上《人猿星球》的資料（英文）